# César Maria de Serpa Rosa
César Maria de Serpa Rosa CvA • ComI • GOIH (Coimbra, Santo António dos Olivais, 31 de maio de 1899 - Lisboa, 17 de fevereiro de 1968) foi um político e militar que exerceu o cargo de Governador no antigo território do Timor Português, com o estatuto de província ultramarina, entre 31 de dezembro de 1950 e 14 de julho de 1958.

## Biografia
A 7 de Outubro de 1926, sendo ainda Tenente, foi feito Cavaleiro da Ordem Militar de Avis.
Ele foi nomeado governador do Timor português em 4 de setembro de 1950. Todavia, a 9 de outubro de 1950, foi-lhe conferido no Ministério do Ultramar, a cerimónia de investidura. Por ocasião, o ministro do Ultramar, comandante Sarmento Rodrigues: 
"Trata-se, sem dúvida, de um governo difícil e cheio de interesse. ... Tudo aconselha prudência, firmesa, inteligência, tenacidade tacto e compreensão das realidades".
Antes de chegar a Díli, no dia 31 de dezembro de 1950, "vindo de Singapura a Jacarta, trazendo a bordo o novo Governador de Timor", ele foi a Jacarta para ver o presidente Ahmed Sukarno e vários dos seus ministros, antes de chegar a Díli. Durante a viagem a Jacarta, ele foi acompanhado pela sua esposa e o capitão-tenente João Vieira Ramalho Rosa, o comandante de João Lisboa, NRP. Quando o novo governador chegou a Díli, foi recebido, pelas autoridades coloniais. Depois fez uma visita ao enclave de Oécussi-Ambeno e ao porto de Lautém.
O ministro do Ultramar, comandante Manuel Sarmento Rodrigues, vez uma visita aos três exíguos territórios coloniais na Ásia - o Estado Português da Índia, Macau e Timor português e inaugurou a carreira regular de navegação entre a metrópole e os territórios coloniais da Ásia, no dia 3 de abril de 1952.  
"Nesse tempo era realmente muito duro o governo de Timor, pela ocupação japonesa, afastado das grandes e até das pequenas rotas da navegação, isolado de tudo, sem meios e sem recursos".
Um decreto com a data de 4 de agosto de 1954, publicado no Diário do Governo, reconduziu-o, por mais quatro anos, no governo do Timor português. Na fase final do seu segundo mandato, o governador capitão César Serpa Rosa concedeu a 14 refugiados políticos do exército da Indonésia que pertenciam ao movimento rebelde Permesta o "estatuto de refugiados".
Em 19 dezembro de 1956, o subsecretário de Estado do Fomento Ultramarino, Eng.º Carlos Krus Abecassis fez uma viagem até Díli e outros concelhos que mudou a sua percepção do que estava em causa. Antes de sair de Díli terá "elaborado um extenso e meticuloso despacho sob o título de 'Instruções ao Governo de Timor'".
No paquete Pátria chegou a Lisboa o governador do Timor português, capitão César Serpa Rosa, que foi chamado à metrópole para conferenciar com o ministro do Ultramar, comodoro Vasco Lopes Alves. À passagem em Singapura, a caminho de Lisboa, o governador do Timor português, capitão César Serpa Rosa numa entrevista, disse: "Há paz e tranquilidade entre os 500.000 habitantes do Timor português, apesar da luta intensa que se trava nas áreas vizinhas". Prosseguindo nas suas declarações, o governador César Serpa Rosa afirmou: "Todos os habitantes do Timor português - aborígenes e europeus - gozam dos mesmos direitos, regalias e privilégios e sentem-se felizes por viverem sob a administração de Portugal". A concluir acentuou que se mantém as mais amistosas relações com a vizinha República da Indonésia, cuja representação oficial junto das Nações Unidas tem repetidamente declarado que o seu governo não formula quaisquer reivindicações quanto ao Timor português.       
Foi antecedido por Arnaldo Dionísio Carneiro de Sousa e Meneses, Encarregado do Governo, major de cavalaria, em 31 de dezembro de 1950, e sucedido por tenente-coronel Manuel Albuquerque Gonçalves de Aguiar, comandante militar do Timor português e Encarregado do Governo, a partir do dia 14 de julho de 1958 e 20 de junho de 1959.
A 11 de abril de 1961 foi feito Comendador da Ordem do Império e a 2 de março de 1964 foi feito Grande-Oficial da Ordem do Infante D. Henrique.
Tem uma estrada em Díli que se chama Avenida Governador Serpa Rosa.
A sua mulher Maria Luísa Martins Pereira foi feita Comendadora da Ordem de Benemerência a 16 de novembro de 1964.